# 我愛你手勢

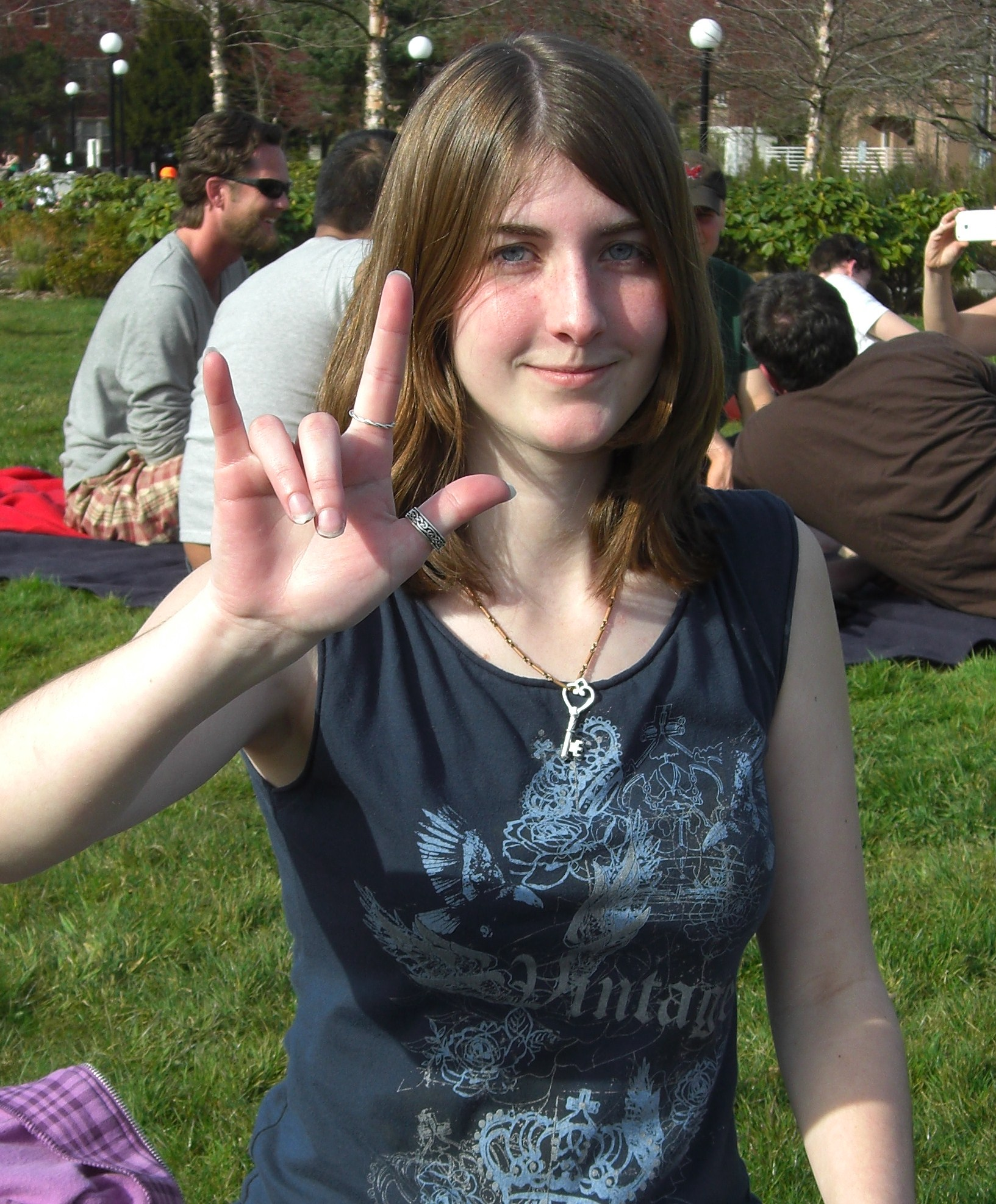
我愛你手勢

我愛你手勢（英語：ILY sign）是一種源自美國手語的手勢，顧名思義它的意思就是「我愛你」。

## 外型來源
我愛你手勢分別結合了「I」、「L」、「Y」三個字母的手語比法，也就是「I Love You」－英文的我愛你之字首縮寫。
由於形象相近的緣故我愛你手勢經常和俗稱惡魔角的搖滾手勢搞混，不過在一些演唱會場合我愛你手勢也經常被聽眾和歌手使用。